# Ланкастер (Южная Каролина)
Ланкастер (англ. Lancaster) — крупнейший город и административный центр одноимённого округа в штате Южная Каролина в Соединённых Штатах Америки.
Согласно результатам переписи населения США, проведённой в 2020 году, число жителей города составляло 8460 человек, что, для такого небольшого населённого пункта, заметно меньше (− 0,8%), чем было во время предыдущей переписи прошедшей в 2010 году (8526 человек).

## История
Сообщество было основано в 1830 году и получило своё название в честь знаменитого английского Дома Ланкастеров — ветви королевского дома Плантагенетов.
Множество архитектурных объектов города были занесены в Национальный реестр исторических мест США.

## География
В соответствии с данными указанными на сайте центрального статистического органа страны — Бюро переписи населения США, общая площадь города составляет 5,9 квадратных мили (15 км²), из которых 5,8 квадратных мили (15 км²) занимает суша, а 0,1 квадратных мили (0,26 км² или 1,36%) приходится на водную поверхность.